# Rotalites
Rotalites es un género de foraminífero bentónico de estatus incierto, aunque considerado un sinónimo posterior de Rotalia de la subfamilia Rotaliinae, de la familia Rotaliidae, de la superfamilia Rotalioidea, del suborden Rotaliina y del orden Rotaliida. Su especie tipo era Rotalites tuberculosa. Su rango cronoestratigráfico es desconocido, pero probablemente es Reciente.

## Clasificación
Rotalites incluye a las siguientes especies:
- Rotalites darbabyensis †
- Rotalites depressa †
- Rotalites densitabulatus †
- Rotalites discorbula †
- Rotalites orbiculata †
- Rotalites radiatus †
- Rotalites sinistrorsa †
- Rotalites trochidiformis †
- Rotalites tuberculosa †
- Rotalites xinjiangensis †